# Priboj (Lopare)
Pour les articles homonymes, voir Priboj.
Priboj (en serbe cyrillique : Прибој) est un village de Bosnie-Herzégovine. Il est situé dans la municipalité de Lopare et dans la république serbe de Bosnie. Selon les premiers résultats du recensement bosnien de 2013, il compte 1 418 habitants.
Avant la guerre de Bosnie-Herzégovine, le village faisait entièrement partie de la municipalité de Lopare ; après la guerre, son territoire a été partiellement rattaché à la municipalité de Teočak nouvellement créée et intégrée à la fédération de Bosnie-et-Herzégovine.

## Démographie

### Évolution historique de la population dans la localité
| 1948 | 1953 | 1961  | 1971  | 1981  | 1991   | 2013  |
| ---- | ---- | ----- | ----- | ----- | ------ | ----- |
| -    | -    | 2 209 | 2 121 | 1 876 | 1 833, | 1 418 |

|  |

### Communauté locale
En 1991, la communauté locale de Priboj comptait 3 122 habitants, répartis de la manière suivante :